# Theodore A. Parker
Theodore Albert Parker III,  född 1 april 1953, död 3 augusti 1993, var en amerikansk ornitolog och auktor. Han växte upp i Lancaster i Pennsylvania. Geografiskt var hans ornitologiska fält Sydamerika och han gjorde sig känd genom sin stora skicklighet att känna igen fåglar på deras läte. Han dog bara 40 år gammal i en flygplansolycka i ett litet propellerplan nordväst om Guayaquil i Ecuador den 3 augusti 1993.

## Arter beskrivna av Parker
- Grallaricula ochraceifrons - 1983
- Thryothorus eisenmanni - 1985
- Tolmomyias trayoli - 1997

Han beskrev också Coxsnäppa som en egen art 1982, men denna fågel har senare visat sig vara en hybrid och inte en god art.